# William Travilla
William Jack Travilla (* 22. März 1920 in Los Angeles; † 2. November 1990 ebenda) war unter dem Namen Travilla einer der bekanntesten Kostümbildner für Film, Theater und Fernsehen in Hollywood.

## Leben und Werk
William Travilla kam 1942 nach Hollywood und arbeitete zunächst in B-Filmen. Später entwarf er Kostüme für große Filmproduktionen und gewann 1949 einen Oscar für Die Liebesabenteuer des Don Juan mit Errol Flynn in der Hauptrolle. 1951 machte er die Kostüme für Der Tag, an dem die Erde stillstand.
Später arbeitete Travilla hauptsächlich für das Filmstudio 20th Century Fox und war für die Garderobe von Marilyn Monroe in acht ihrer Filme zuständig. Darunter waren das berühmte weiße Kleid aus dem Film Das verflixte 7. Jahr, das in New York über einem U-Bahn-Schacht hochgeweht wurde und das pinkfarbene Kleid aus Blondinen bevorzugt, das Monroe zum Lied Diamonds Are a Girl’s Best Friend trug. Die Arbeiten für die Monroe-Filme Wie angelt man sich einen Millionär? und Rhythmus im Blut brachten Travilla weitere Oscarnominierungen ein. Weitere Filme, für die Travilla die Kostüme entwarf, waren 1950 Fritz Langs Der Held von Mindanao, 1952 Elia Kazans Viva Zapata! oder Edward Dmytryks Die linke Hand Gottes aus dem Jahr 1955. 1964 erhielt er eine weitere Oscarnominierung für Die verlorene Rose.
Ab den späten 1970er Jahren arbeitete Travilla hauptsächlich für Fernsehproduktionen. In den 1980er Jahren entwarf er die Kostüme für bekannte Fernsehserien, wie Die Dornenvögel und Dallas und erhielt mehrere Emmy Awards bzw. Nominierungen.

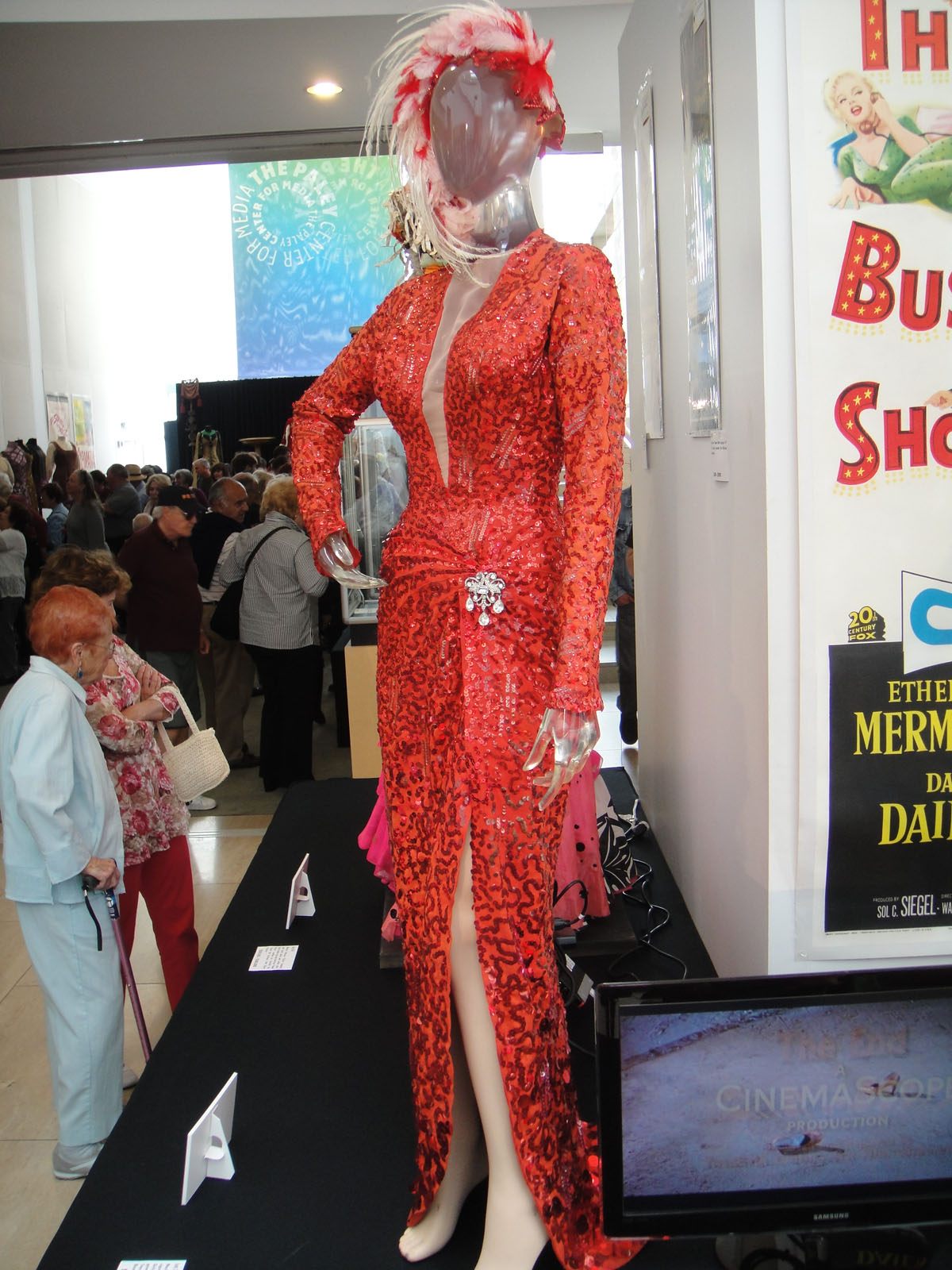
Marilyn Monroes Kleid aus der Eröffnungsszene von Blondinen bevorzugt (1953)
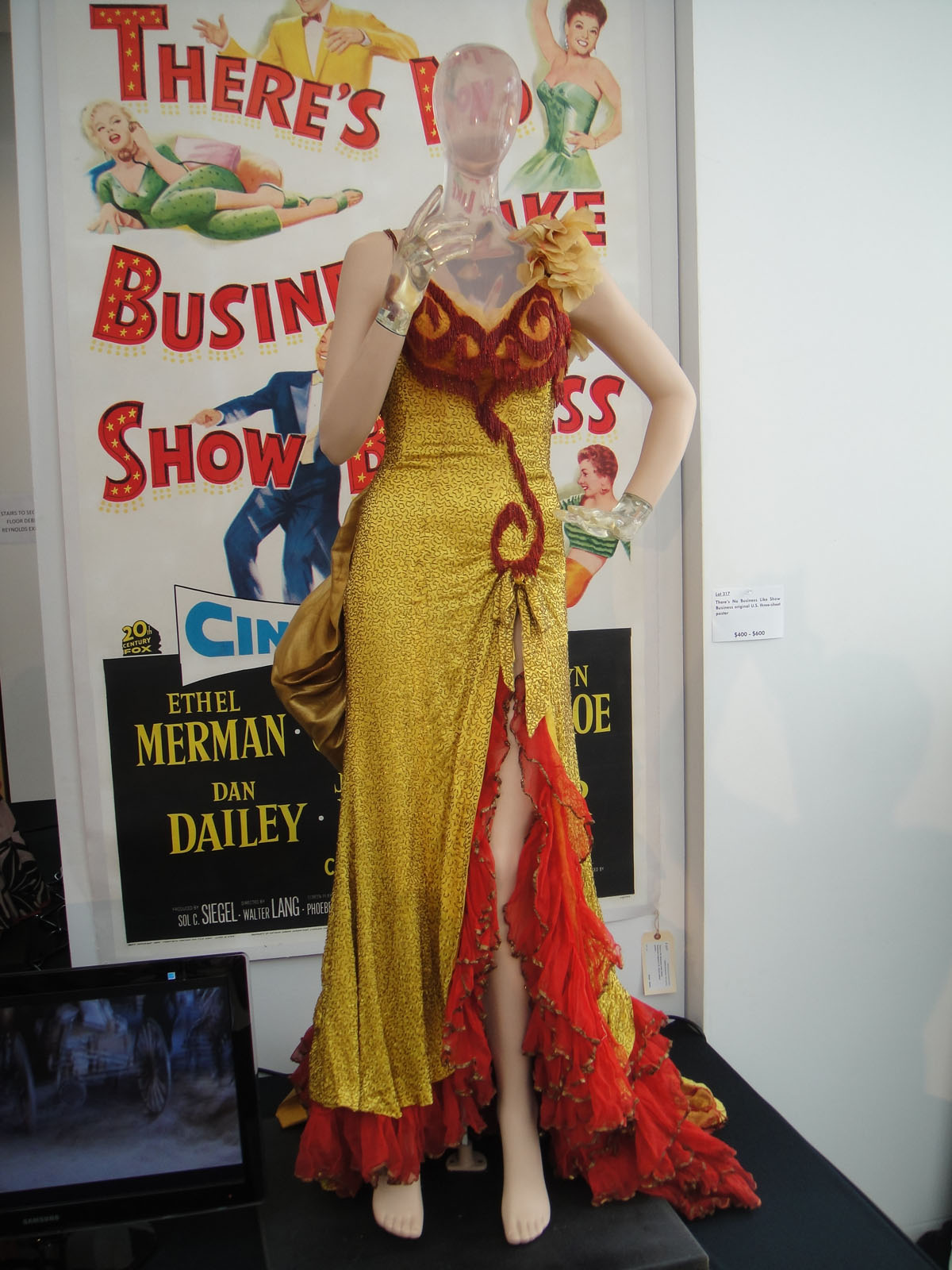
Monroes Saloon Kleid aus der Schlussszene von Fluß ohne Wiederkehr (1954)
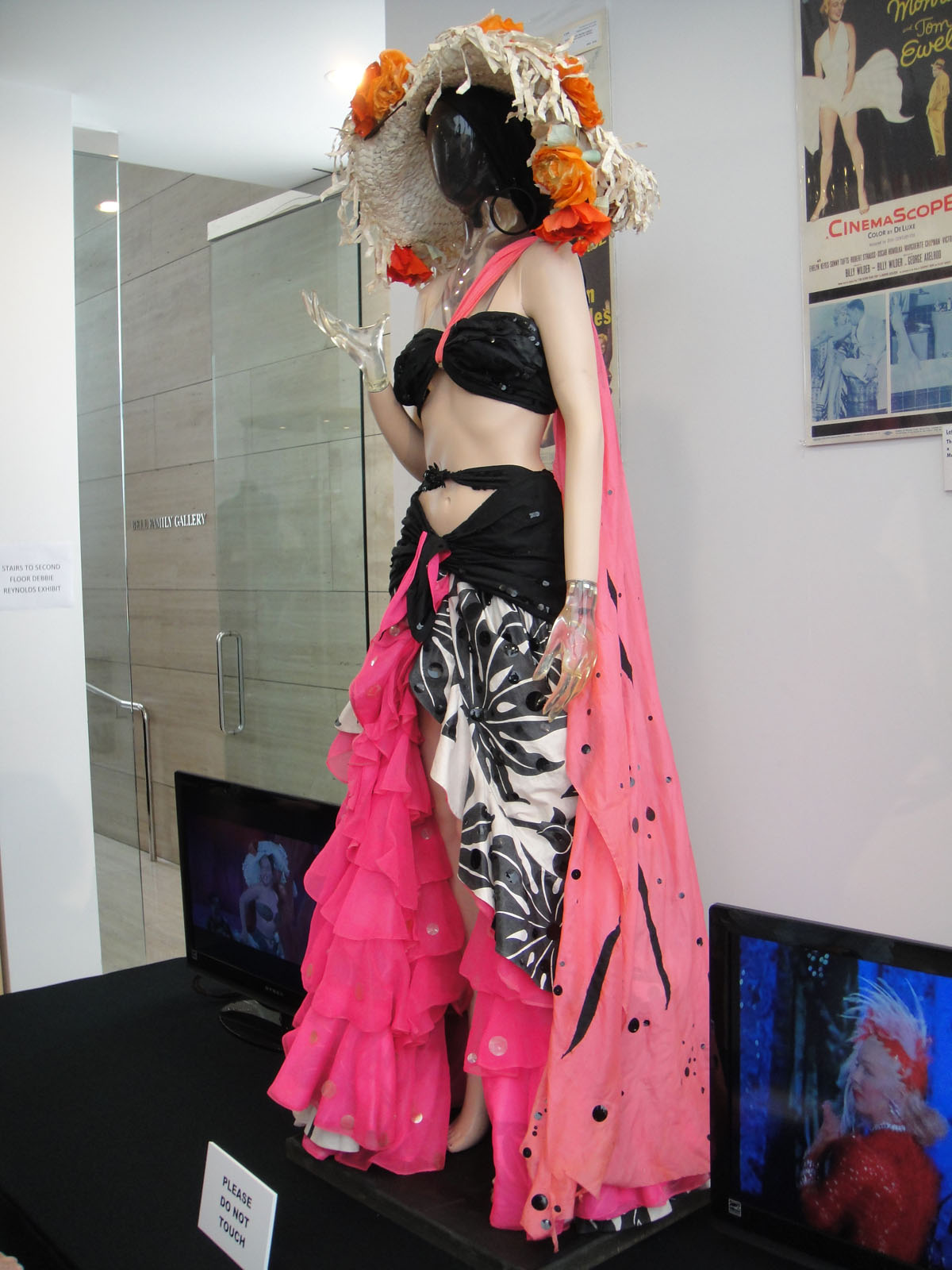
Kleid aus Rhythmus im Blut (1954)
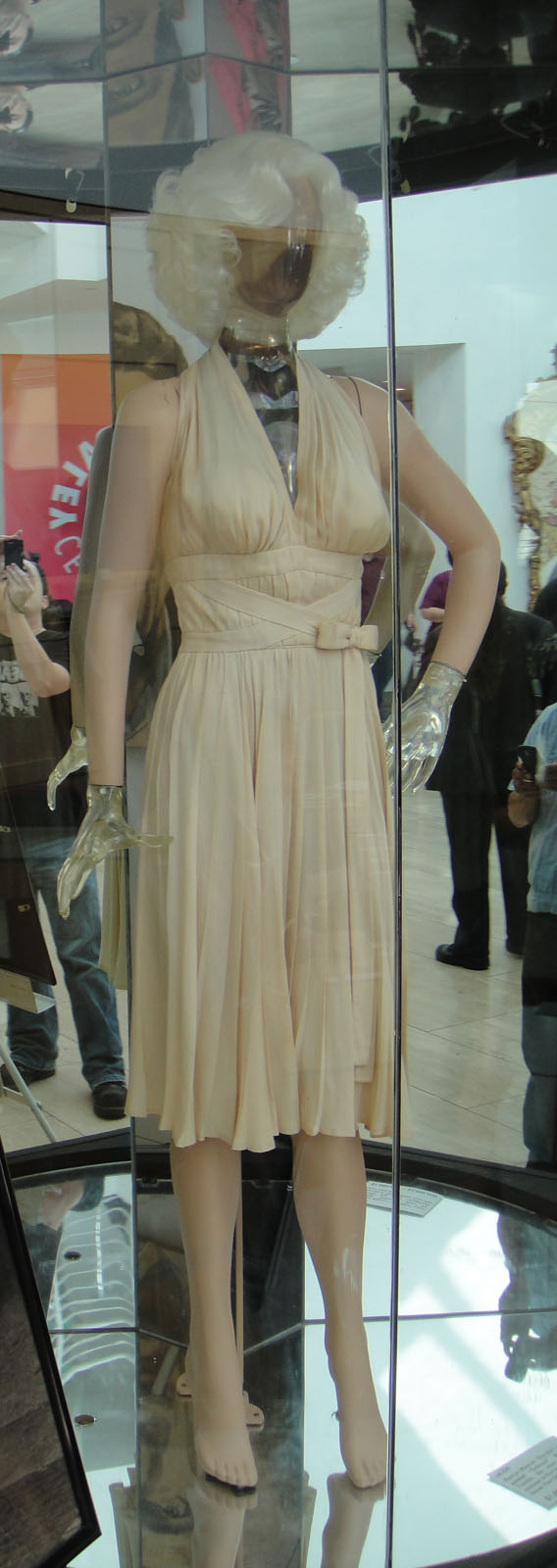
Das weiße Kleid aus Das verflixte 7. Jahr, das über einem U-Bahn-Schacht hochgeweht wurde (1955)

## Filme (Auswahl)
- 1946: Hier irrte Scotland Yard (The Verdict)
- 1947: Nora Prentiss
- 1947: Der Fluch des Wahnsinns (Cry Wolf)
- 1948: Die Liebesabenteuer des Don Juan (Adventures of Don Juan)
- 1948: Der Herr der Silberminen (Silver River)
- 1948: Der beste Mann der Stadt (Good Sam)
- 1949: Stern vom Broadway (Look for the Silver Lining)
- 1949: Dancing in the Dark
- 1950: So ein Pechvogel (When Willie Comes Marching Home)
- 1950: Mister 880
- 1950: The Daughter of Rosie O’Grady
- 1950: Unter Geheimbefehl (Panic in the Streets)
- 1950: Der Scharfschütze (The Gunfighter)
- 1950: Der Held von Mindanao (American Guerrilla in the Philippines)
- 1951: An der Riviera (On the Rivera)
- 1951: Zwei in der Falle (Rawhide)
- 1951: Der Tag, an dem die Erde stillstand (The Day the Earth Stood Still)
- 1952: Versuchung auf 809 (Don't Bother to Knock)
- 1952: Viva Zapata! (Viva Zapata!)
- 1952: Liebling, ich werde jünger (Monkey Business)
- 1952: Casanova wider Willen (Dreamboat)
- 1952: Schwarze Trommeln (Lydia Bailey)
- 1953: Polizei greift ein (Pickup on South Street)
- 1953: Der Hauptmann von Peshawar (King of the Khyber Rifles)
- 1953: Blondinen bevorzugt (Gentlemen Prefer Blondes)
- 1953: Wie angelt man sich einen Millionär? (How to Marry a Millionaire)
- 1953: Der unheimliche Untermieter (Man in the Attic)
- 1954: Die gebrochene Lanze (Broken Lance)
- 1954: Fluß ohne Wiederkehr (River of No Return)
- 1954: Der Garten des Bösen (Garden Of Evil)
- 1954: Rhythmus im Blut (There's No Business Like Show Business)
- 1955: Das verflixte 7. Jahr (The Seven Year Itch)
- 1955: Die weiße Feder (White Feather)
- 1955: Die linke Hand Gottes (The Left Hand of God)
- 1955: Der große Regen (The Rains of Ranchipur)
- 1956: Bus Stop (Bus Stop)
- 1956: 23 Schritte zum Abgrund (23 Paces to Baker Street)
- 1959–1966: Tausend Meilen Staub (Rawhide)
- 1963: Die verlorene Rose (The Stripper)
- 1967: Das Tal der Puppen (Valley of the Dolls)
- 1983: Die Dornenvögel (The Thorn Birds)
- 1984: Endstation Sehnsucht (A Streetcar Named Desire)
- 1984–1986: Dallas (Dallas)

## Auszeichnungen
- 1950: Oscar für Die Liebesabenteuer des Don Juan
- 1980: Emmy Award für Der Scarlett-O'Hara-Krieg
- 1985: Emmy Award für Dallas, Episode Swan Song

### Nominierungen
- Oscarnominierungen
  - 1954: für Wie angelt man sich einen Millionär?
  - 1955: für Rhythmus im Blut
  - 1964: für Die verlorene Rose
- Emmynominierungen
  - 1981: für Evita Peron
  - 1982: für Das Leben der Jackie Kennedy
  - 1983: für Die Dornenvögel
  - 1984: für Endstation Sehnsucht
  - 1986: für Dallas, Episode Blast From the Past